# به برنامه خوش آمدید
به برنامه خوش آمدید (انگلیسی: Welcome to the Show; کره‌ای: 웰컴 투 더 쇼) یک سیتکام محصول کره جنوبی سال ۲۰۱۱ است. ایم سولونگ، سولی، نیکهون، کیم جانگ هون و کیم کوانگ-کیو در آن بازی کردند. اینکیگایو به عنوان پس‌زمینهٔ این سیتکام عمل می‌کند. به برنامه خوش آمدید برای استریم در بیلیبیلی در دسترس است.

## بازیگران
بازیگران اصلی
- ایم سولونگ در نقش سولونگ
- سولی در نقش سولی
- نیکهون در نقش نیکهون
- کیم جانگ هون در نقش مسترو، یک خواننده
- کیم کوانگ-کیو در نقش مدیر برنامه
- پارک گوانگ-هیون در نقش پی‌دی
- لی هه این در نقش دستیار کارگردان
- کیم کیونگ جین در نقش اف‌دی
- آی‌یو در نقش خودش
- کریستال جانگ در نقش خودش
- یون گی وون در نقش مدیر برنامه توای‌ام و اوسکا (باغ مخفی)
- سو هیون چول در نقش کارگردان فنی

## تاریخچه
در ۱۴ فوریه سال ۲۰۱۱، اس‌بی‌اس اعلام کرد که کیم جانگ هون، کیم کوانگ-کیو، ایم سولونگ از توای‌ام، سولی از اف (اکس) و نیکهون از توپی‌ام در این سیتکام که از سال قبل آماده‌سازی آن را شروع کرده بودند، حضور خواهند داشت. یک نماینده از اس‌بی‌اس گفت: «بازیگران جدید اولین ضبط خود را در سیزدهم در استودیوی اینکیگایو اس‌بی‌اس انجام دادند. یک گروه بزرگ بازیگر آیدل با 'خطی ملایم' بین آنها وجود خواهد داشت. بازیگران دیگر و خوانندگان قدیمی نیز حضور خواهند داشت. اگرچه هنوز تاریخ پخش نهایی نشده اما هدف ما انتشار در ماه مارس است.» تهیه‌کنندگان به برنامه خوش آمدید همچنین اعلام کردند که اگرچه قرار است به صورت سریال منتشر شود اما پیش از تصمیم‌گیری نهایی، واکش‌های بینندگان را پس از پخش قسمت آزمایشی مشاهده خواهند کرد.
در ۹ مارس، اس‌بی‌اس تأیید کرد که تی‌وی‌ایکس‌کیو، آی‌یو، هایلایت و خواننده‌های آیدل دیگر حضور خواهند داشت. بعداً اعلام شد که این برنامه در ۱۶ مارس پخش خواهد شد. در ۱۴ مارس، اس‌بی‌اس یک تیزر منتشر کرد.
قسمت آزمایشی در ۱۶ مارس ۲۰۱۱ پخش شد. علی‌رغم اینکه بینندگان از کانسپت جدید خوششان آمده بود، به دلیل آمار بینندگان پایین ادامهٔ پخش آن لغو شد.

## آمار بینندگان
| قسمت | تاریخ پخش    | TNmS ratings      | TNmS ratings       |
| قسمت | تاریخ پخش    | میانگین سهم مخاطب | میانگین سهم مخاطب  |
| قسمت | تاریخ پخش    | سراسر کشور        | ناحیه پایتختی سئول |
| ---- | ------------ | ----------------- | ------------------ |
| ۱    | ۱۶ مارس ۲۰۱۱ | ۷٫۶٪              | ۸٫۳٪               |